# エンバンメイズ
『エンバンメイズ』（ENBAN MAZE）は、田中一行による日本の漫画作品。裏社会で行われるダーツ賭博を舞台に、凄腕のダーツプレイヤーである主人公の活躍を描く。『good!アフタヌーン』（講談社）2014年（平成26年）6月号から連載開始。2015年7月より漫画アプリ『マンガボックス』でも後追い連載開始。2015年11月号をもって『good!アフタヌーン』から『マンガボックス』へ完全移籍し、電子書籍化した後も連載継続となり、2016年10月12日更新分（2016年46号）で完結した。
著者にとって『イコン』に続く2作目の連作作品であり、心理戦を用いた駆け引きとダーツがメインのサスペンス・アクションである。裏社会のダーツ賭博で活躍する凄腕のダーツプレイヤー・烏丸徨を主人公とし、彼が他の一流プレイヤーと変則的で個性的なダーツゲームで戦い、最終的に彼の来歴にもまつわる謎の「施設」を運営する組織との戦いに発展していく。

## あらすじ
現代日本。裏社会ではヤクザ組織「講談組」が主催するダーツ賭博が盛況であった。それは一流のダーツプレイヤーたちが最低数千万円から時に数十億円の大金が動く勝負を行い、それを大勢の観客が観戦する興行であり、しかし、彼らは百発百中のために通常のゲームでは決着がつかないため、変則的なゲームが日々企画され、実施されている。そのダーツ賭博において圧倒的な力を誇り、常勝無敗で知られる青年・烏丸徨がいた。彼は単純なダーツの腕前だけではなく、明敏な頭脳に心理戦にも長け、対戦相手を心理の迷宮に迷わせ圧倒することから「迷路の悪魔」の異名を取り、賭場の看板プレーヤーとなっていた。彼は賭場の支配人で、友人でもある講談組若頭・絹守一馬の依頼も受けながら強敵と戦っていく。
やがて烏丸は、謎の青年・華原清六の挑戦を受け、「施設」の情報を得る。実は烏丸は、謎のダーツプレイヤー養成施設の出身であったが、そこでは卒業試験と称して基準に満たない大量の生徒が虐殺され、烏丸もまた友人・瀬戸を失い、さらに桂木鈴音と共に生きて施設を出るために彼女が声を失うという苦い思い出があった。そんな謎多き「施設」の運営者が企画した猟奇ダーツゲームで、華原に勝利した烏丸は、以降「施設」の正体を知るため、それに関連する強敵たちと戦っていく。
一方、「施設」を創設・運営しているのは謎の大富豪の兄妹（老紳士とネネ）であり、彼らは烏丸の勝負を密かに観覧して楽しみつつ、用済みとなった「施設」に繋がるプレイヤーを拉致し、消していく。そして「施設」出身の有力プレイヤーに与える金貨を餌に烏丸を、自らが企画する殺人ゲームに参加させる。強敵・皆月司を倒し、強引に決定された鈴音との勝負は機転を利かせて回避して烏丸はこれまでに得た仲間たちと共に、すべての元凶である老紳士に迫っていくが、力及ばず仲間と共に拉致される。
老紳士の差配によって、烏丸は自分と仲間の命を賭けて、かつて自分が研鑽を積んだ「施設」で最後の勝負を行うことになり、その対戦相手には死んだと思われていた友人・瀬戸が登場する。そして老紳士は烏丸が勝てば「施設」の解体と自身の命を賭けると約束する。こうして最終勝負が始まるが、烏丸は老紳士の真の狙いを看破し、またネネが彼のイカサマを妨害したことで、勝利する。思惑が外れた老紳士は約束を反故にして皆殺しを命じるが、瀬戸の身を賭した毒矢によって死亡し、烏丸らは助かる。そして場を収拾したネネは烏丸に「施設」の廃止を約束する。
エピローグ。仲間たちがそれぞれ日常生活を送る中、烏丸は施設に収容されていた子どもたちの生活費のために、賭けダーツを続けていくのであった。

## 登場人物

### メインキャラクター
烏丸 徨（からすま こう）
本作の主人公。ダーツプレイヤー。両利き。
高襟の赤いシャツに白スカーフ、襟が特徴的な黒スーツ姿の青年。暴力団「講談組」が仕切るダーツ賭博場で活躍する天才的なダーツプレイヤーで、ダーツの3投での最高点である180点を10時間以上取り続ける、3本同時投げや両腕でも180点を取ることなどが可能。加えて複雑な点数計算やルールの穴を見つけるなど頭脳明晰で、他者の心理を読み取ることにも長ける。普段は飄々とし、頼りない情けない姿を見せることもあるものの、勝負の要訣では悪魔のように描写され、見る者を恐れさせる。常勝無敗で、心理的に誘導するなどして、それまで自信満々であった対戦相手を疑心暗鬼に陥れて完勝するところから、相手を迷い込ませる「迷路の悪魔」の異名を持つ。「ここが“行き止まり”（デッドエンド）だ」が決め台詞。深く思考している時などは謎の「びびびびびび」という擬音語が描かれる。
普段は自信家だがミスも多いコミカルな青年として描かれる。特に「迷路の悪魔」にもかかわらず極度の方向音痴で、自宅への帰宅経路でも迷ってしまう。また、電子機器全般が苦手。ただし、迷子体質については、明敏すぎる頭脳ゆえに、不特定多数の思惑で日々変わってしまう風景（目印代わりの店や看板が変わること）に対応できないためと明かされており、人為的な迷路については、むしろ、その作成者の思惑を読み取り、経路を把握できる。
かつてダーツプレイヤーを養成する謎の「施設」に10歳から14歳までの4年間所属していた。当時から天才的で、鈴音と共に10人しかいないAクラスの生徒であった。しかし、最終試験における大量殺戮と友人・瀬戸の死、その状況に自身は狼狽する一方で鈴音が自らを犠牲にして共に生還したことなどがトラウマになっている。その時のことを自身が迷路の中にいたと形容している。このため、華原より「施設」に繋がる手掛かりを得て以降、「施設」の正体を探り、最終的に壊滅させることを目的として行動する。
絹守 一馬（きぬもり かずま）
ヤクザ組織「講談組」の若頭。ダーツ賭博の元締め（胴元）。
黒髪のオールバックに悪魔の角を思わせるような白いメッシュが2本ある髪型と糸目でメガネが特徴の壮年の男性。商業柄、基本はスーツで常に笑みを浮かべ、ビジネスマン風の言動だが、ヤクザ幹部として暴力を厭わない。特に武器や拷問の道具として金槌（片口玄能）を好んで用いる（矢のデザインも同様）。賭場の仕切りのみならず、敗者への取り立ても自ら行う。賭場の看板プレイヤーである烏丸の実力を熟知しており、また、彼の人となりも理解し、協力的に、時に友人として接する。
第1話より登場し、上記の通り、基本は賭場の支配人として作中で活躍する。山田・時盾のタッグ戦では、烏丸に指名されて例外的にダーツゲームを行う。ダーツの実力は三流ながら、「苦痛の熟練者」として、自身の負傷を厭わず、ゲーム上のギミックを利用し、勝利に貢献する。終盤においては、烏丸のために、あえて危険な橋を渡って老紳士らと敵対し、彼と鈴音を救おうとする。物語最後の戦いとなる烏丸と瀬戸の戦いでは人質の1人として扱われる。
桂木 鈴音（かつらぎ すずね）
本作のヒロイン。ピアニスト。「施設」出身。右利き。通り名は「歌姫（セイレーン）」。
黒のロングヘアの可愛らしい細身の美人。若くしてピアニストとして成功を収めており、その他のことにも能力が高く、芯の強い才女。後述の理由で声を出せず、常に携帯するスケッチブックで筆談し、意思疎通する。甘い物好きかつかなりの大食いで、烏丸のゲームの観戦中も何かしら食べている描写が多い。「施設」出身者としてダーツの腕前は高いが、作中では直接描写はされない（酔った状態でも志道に圧勝したことは間接的に触れられている）。
烏丸と同じ「施設」の出身者で、同い年、同日入所で、共にAクラスを歩んだ幼馴染。ダーツプレイヤーとして烏丸に匹敵する実力を持つと共に、歌うことが好きかつ上手く、将来は歌手になることを夢見ていた。最終試験においては、突然の出来事に呆然とする烏丸を叱咤し、彼が不合格になることを防ぐものの、2人の合格のために「命より大切なものを破壊せよ」という要求に、自らの喉を潰すという選択をとる。
作中には華原が烏丸に、自分が勝利した場合の報酬として彼女の身柄を要求したことで登場する。以降、烏丸の勝負を絹守と観戦することになり、周りが烏丸を心配する状況にあっても彼の勝利を確信している。終盤では4枚目の金貨所持者として、老紳士らによって強引に烏丸との勝負を仕立てられるが、機転を利かせて彼らの目論見を破る。最終勝負では旧友・瀬戸の生存を喜ぶと共に、烏丸の心中を察し、身を案じる。

### 敵ダーツプレイヤー
神谷 総一郎（かみや そういちろう）
金融業はっぴぃファイナンス社長、ダーツプレイヤー。右利き。通り名は「冷血（コールドブラッド）」。矢のデザインはニコニコマーク。
見開いた充血したような目に、肌が青白く、異様な雰囲気を帯びた無表情のスーツの男。通り名の通り冷酷な性格で、自己の利益にしか興味がなく、部下も恐怖で支配し、軽んじる。ダーツプレイヤーとしては一流で、後述の通り、作中では約20時間にわたって180点を取り続け、烏丸と渡り合う。一方で、5時間に1回、薬を注射しないと命に関わる持病を抱えている。
物語最初の敵プレイヤーとして登場し、烏丸と同点サドンデスの「カウントアップ」で戦う。20時間にわたって烏丸と渡り合うが、定期的な薬の接種が必要なことと、部下との関係性を把握した烏丸の策で、追加の薬を取りに行かせた部下が離反して、帰ってこない恐怖に見舞われる。わざと敗北してゲームを打ち切ろうとしても烏丸が同点にして延々と勝負を続けるために、最後はゲームルール上の賭け金とは別に烏丸に1億円を払うことで自身の敗北を認められる。その後、急いで薬を取りに帰ろうとするも、離反した部下らによって殺される。
空山 蒼治（そらやま そうじ）
「施設」出身のダーツプレイヤー。右利き。通り名は「自由人（フリーマン）」。矢のデザインは羊。
金髪のロングヘアーに、まつ毛の長い青年。自身が自由であることに異常に固執し、一方で他人が不自由であることに幸福を感じるという異常な性癖を持つ。自身が所有するマンションにて、泊まり込みバイトと称して訪れた人を男女問わず一定期間監禁し、その様子を眺めながら自身は自由を満喫するという屈折した生活を送る。このため、「国内唯一の個人刑務所」とも揶揄される。
監禁していた桃里愛子に逃げられ、しかも彼女が講談組幹部に気に入られていた人物であったため、組の差配によって烏丸との勝負が組まれる。特殊「カウントアップ」ゲームでは、後攻の必勝法的作戦で、烏丸を追い詰めているように見えたが、自由に固執するあまり、彼に選択を誘導され、敗北に追い込まれる。烏丸からは、その本質を「不自由に怯えているだけ」と指摘される。
その後、絹守による取り立てによって拷問を受け、マンションを含めた資産を奪われる。生死は不明。
華原 清六（かはら きよろく）
「施設」出身のダーツプレイヤー。右利き。通り名は「恋人（ラバーズ）」。矢のデザインは不明。
容姿端麗で右目の下に泣きぼくろがある美男子。服はフリルが付いた白いシャツを愛用する。自分が愛されることに執着し、多数の女性を侍らせている。自分に対する愛の証明として非道なことも行わせる。ネネの「施設」出身で、彼女から直接目を掛けられている実力者。また「施設」時代の経験から「自分が愛されるに足る人間だと確かめたかった」という。烏丸のみならず、鈴音にも強い興味を抱き、勝負では彼女の身柄も賭けさせる。
烏丸と空山の対戦において野々口と共に観客として初登場し、その後、「施設」の情報を餌に、烏丸に自身との勝負を受けさせる。そして「施設」絡みの勝負であったことから、講談組の手を離れ、特殊会場における毒ガスを使った敗者は死亡するゲームが企画される。観客席にいる自身の彼女たちを使った通しや、烏丸の出血量からの推理で彼の状況を把握し、有利に進めようとする。しかし、烏丸の欺瞞作戦に惑わされて彼の状態を完全に見誤り、「見えないモノを確かめたがる」という弱点を指摘される。これによって自身の死までの時間をただ引き伸ばす以外の手がない状態となり、最期は引き伸ばしなどせず、潔く死ぬ道を選び、致死量の毒ガスによって絶命する。
山田 ロミオ（やまだ ロミオ）
「施設」出身のダーツプレイヤー。右利き。時盾とタッグを組み、通り名は2人合わせて「写し身（ツインズ）」。矢のデザインは狛犬の横顔で阿吽の阿。21歳。
おかっぱ頭にフードを被ったパーカーの青年。口数が多く感情豊かで騒がしい性格。相棒の時盾とは「2人で1人」という信条を持ち、お互いの経験や情報、そして苦痛でさえ、共有することで倍速の成長と完璧な共感を得られるという考えを持つ。このため、片方が負傷すると、もう片方の自身の同じ箇所に、それと同等と思われる痛みを与えるという自傷行為を行う。
講談組のダーツ賭博利権を狙う、あるヤクザ組織に雇われ、絹守の賭場を賭けて戦う。勝負は山田達側に配慮されてタッグマッチ戦となり、絹守に雇われた烏丸と、彼がその場で指名した絹守が相手となる。絹守がダーツの素人ということもあって有利に進めていくが、手の負傷と引き換えにいくらでもダーツを投げられるというゲームの特性によって、痛みの玄人である絹守に追い込まれ、自分たちも利き手を負傷する必要に迫られる。実は絹守が負傷を上手く最小限に抑えていたのに対し、そのまま漫然と負傷のペナルティを受けていたがために、時盾と共に利き手がズタズタとなり、最終的に戦意を喪失し、敗北を認める。また、絹守からは2人で1人とは半人前と同じ、同じ2人では新しい知見を得られないと、その信条も否定される。
勝負後、「施設」の情報を取り立てようとする絹守に、時盾と共に監禁・拷問を受けるが、肝心な情報を明かす前に後藤たちに身柄を回収される。そのまま他の敗北した「施設」出身のプレイヤーと同様に殺されたことが示唆される。
時盾 実（ときだて みのる）
「施設」出身のダーツプレイヤー。右利き。山田とタッグを組み、通り名は2人合わせて「写し身（ツインズ）」。矢のデザインは狛犬の横顔で阿吽の吽。26歳。
肩まで伸びた髪に深い緑色のベストの青年。山田と対照的に、口数が少なく無感情な性格だが、激昂しやすく、その際は粗暴な言動で、平然と暴力を振るう。特に登場時は、山田が連れ込んだ女を共有の信条から自らも抱こうとし、拒否されたために逆ギレして暴力を振るっている。
作中での動きについては山田の項を参照。
剛堂 力（ごうどう ちから）
ギャングチーム「KING CONG」のリーダー。右利き。第15話で初登場。矢のデザインは王冠をかぶったドクロ。
筋骨隆々とした大柄な体格の青年。ギャングのリーダーらしい、厳つい容姿をしており、言動も粗暴。ダーツを得意とし、ダーツバー「DEVILS BANK」を根城に、相棒の柳田と共に法外な額の賭けダーツで荒稼ぎしているが、あくまで常人の範囲で、作中に登場する烏丸の敵プレイヤーレベルにはまったく及ばない。その上で頭が悪く、簡単な足し算しかできないために単純なカウントアップでしか戦えない。初登場時以外は全体的にコミカルに描かれる。
「DEVILS BANK」に迷い込んだ烏丸を新たな獲物に定め、半ば脅迫を含め賭けダーツを受けさせる。烏丸が大金を持参し、さらに賭け金を釣り上げても、その異様さに気づかず素直に喜ぶ。ゲームが始まると、ようやく実力差や烏丸の異常さに気がつくも、ソフトダーツの構造を利用した柳田製作のイカサマ・ボードで勝利を信じてゲームを続ける。しかし、烏丸の超絶的な技術によってイカサマを破られ、完敗する。本来なら1000万円の負債を背負うところ、プライドのない抗議を行い、烏丸も毒気を抜かれ曖昧になる。
以降、烏丸と交友関係を持ち、烏丸や、その仲間たちとも親交を結ぶ。特に「DEVILS BANK」で食事をすることが多く、その際には自身の特製パエリアを振る舞うなどしている。また、以降の烏丸の勝負の観戦者としても登場する。終盤の烏丸と鈴音の危機にも、絹守らと共に後藤の1人に扮して、老紳士の部下たちと戦う。
柳田 陸（やなぎだ りく）
ギャングチーム「KING CONG」の参謀役。剛堂の相棒。
小柄な青年。チームの頭脳派で手先が器用。ソフトダーツの構造を利用したかなり複雑なイカサマ装置を作ったり、終盤では謎の老紳士が所有する施設の電子システムを乗っ取るという手腕も見せる。剛堂と共に行動することが多く、彼に毒舌な時もある。
烏丸と剛堂との勝敗決着後は、剛堂と同様に彼と親交を持ち、友人となる。以降、剛堂と共に烏丸の勝負の観戦者として登場する。
志道 都（しどう みやこ）
ダーツプレイヤー。右利き。通り名は「求道者（ファナティック）」。矢のデザインは蟻。
やや陰鬱な雰囲気を持つ、整った顔立ちの四白眼の青年。皆月の弟子で、ダーツの腕前は高い上、他のことにも優れる。特に1時間映像を見て烏丸の曲芸めいた投げた方を会得してしまうなど、学習能力も高い。「勝利には苦痛が伴う」という信念を持ち、自身に振りかかる困難を喜んで受け入れるが、一方でそれが馬鹿正直さに繋がり、烏丸と皆月双方から、弱点でもあると指摘されている。
皆月の命令を受けて烏丸と戦う。その愚直さでコツコツとゲームを進めリードを広げるものの、烏丸の曲芸めいた早投げ（3本同時かつ両手で行う）によってすぐに差を縮められる。あえて時間を使うことで烏丸の投げ方（両手投げを除く）を学習し、互角の状態まで戻すものの、その愚直さゆえに烏丸の最後の罠にハマり、敗北する。
剛堂を除けば、敵として唯一悲惨な末路を辿らず、烏丸に気に入られて敗北後は彼の仲間の1人となり、特に物語の最後では「DEVILS BANK」でも働くようになる。本人に自覚はないが、その容姿と性格から女性人気が高く、店に女性客が増えたという。
皆月 司（みなつき つかさ）
「施設」出身のダーツプレイヤー。右利き。通り名は「純粋（ホワイト）」。矢のデザインはロリポップ。
13歳の美少年で吸血鬼のような衣装と、キバに見える犬歯ないし八重歯が特徴。若輩ながらダーツの腕や知力は高く、志道を弟子としている。通り名の通り、その言動は年齢相応に天真爛漫だが、それゆえに自分本位で残酷・冷酷なことも無邪気に行え、良心の呵責がない。（後に登場する瀬戸を除けば）老紳士の手駒の中で最高のダーツプレイヤーとされる。
烏丸の存在を知って、まず志道を送り込み、彼の敗北後、自ら烏丸と戦うことを決める。施設の現役生徒たちがゲストとして参加し、選択次第で即座に死人が出る勝負において、ゲストを守ろうとする烏丸とは対照的に、彼に圧勝するため、その精神にダメージを与えるべく、無意味にゲストに死者が出るようにプレイする（結果として6人を殺害する）。最終ラウンドまで、すべて狙い通りに優勢に進めていたかに見えたが、その作戦によってゲストに敵意を抱かれ、烏丸に有利な状況が作り出されることが読めず、逆転負けを喫する。その後、それまでの戯けた状態から一転して、ゲストに向かって皆殺しにしてやると叫んで錯乱状態になったところを烏丸に殴られる。のち、ネネの発言によって他の施設出身のプレイヤーと同様に始末されたことが示唆される。
瀬戸 真悟（せと しんご）
「施設」出身のダーツプレイヤーで、烏丸と鈴音の友人。通り名は「羽化（レインボウ）」。矢のデザインは「B」と蝶を模したもの。
烏丸の「施設」時代の友人で、彼や鈴音と、同い年、同日入所という縁で仲良くなった青年。万年Bクラスで、Aクラスの2人に憧れていた。「施設」における最終試験において足切りされ毒で死んだと思われていたが、後述の理由で実は生きており、物語における最後の敵ダーツプレイヤーとして烏丸の前に現れる。再登場時は右足は義足で、右目は白目部分が赤黒くなっている。また、当時の仲間たちに死を与えた猛毒を覚悟の証として携帯している。
作中には最初、烏丸の「施設」時代の回想に登場する。烏丸からは最終試験においてBクラス以下の食事に混ぜられていた毒で死亡したと思われていたが、烏丸らからAクラスの食事を分けてもらっていたために、摂取量が致死量に届かず、右足を失うだけで実は一命を取り留めていた。その後、老紳士に拾われる形で研鑽を積み、物語の現在時点で皆月を超える実力者となり、「羽化（レインボウ）」の通り名を持つようになる。
烏丸の苦悩や挫折を見たい老紳士によって、最後の戦いのプレイヤーに選ばれる。かつて憧れであった烏丸と互角に戦えることに喜び、烏丸もまたその勝負を楽しむ。しかし、老紳士の真の狙いに気づかず、烏丸が手を抜いていると考え、自分の本気を見せたがためにゲームの罠にハマり、敗北する。その結果を受け入れられない老紳士が烏丸らの殺害を命じる中で、いつも身につけている猛毒を付与したダーツを彼に投げつけて殺害するも、彼の部下たちの銃撃を浴び、死亡する。死に際、烏丸と戦えたことに感謝する。

### 「施設」の運営者
謎の老紳士
本名不明。「施設」の創設者。物語の最終的な敵役。
体躯の良い老富豪。物語序盤よりピアニストとしての鈴音のパトロンとして登場していたが、実は、実妹ネネと共に「施設」を創設したすべての元凶。ネネとの「互いに育成した戦士同士の決闘」という勝負の果てに、「一流を一流たらしめる情熱」に魅入られたという。その上で、彼らが見せる苦悩、挫折、足掻く姿によって得られる「情熱」を脳に注ぎ込むことで、自らを「王」に居続けさせられると豪語し、猟奇的なダーツゲームを企画し、楽しむ。
物語上、最後のゲームとなる烏丸と瀬戸の勝負を仕立て、烏丸が勝利した場合には「施設」の破棄のみならず、自らの命も絶つことを約束する。しかし、実際にはダーツの腕前は烏丸の方が上と確信しており、ダーツの腕前が高い方が自滅するゲームを企画し、烏丸と瀬戸双方を絶望させ（烏丸はゲームの敗北で絶望、瀬戸は純粋なダーツ勝負で負けたことで絶望）、その様を眺めることが真の狙いとしていた。しかし、烏丸にゲームのからくりを見抜かれた上に、ネネによって保険のイカサマ操作も妨害され、烏丸の勝利で決着する。そこで約束を反故にしてその場の者を皆殺しにしようとするが、瀬戸に毒のダーツ矢を投げつけられ、死にたくないと呟きながら絶命する。
ネネ
本名不明。「施設」の創設者。謎の老紳士の妹。
肥満体の中年の富裕女性。作中には華原を支援する謎の女性富豪として初登場し、以降、物語の節々に登場するようになる。その正体は兄と共に「施設」を創設した元凶の1人で、冷酷さも持つが、プレイヤーに一定の情を持つ様子も見せる。彼女自身は「一流が戦う美しさ」に魅入られ、烏丸に興味を持ったことが示唆されている。たとえひいきのプレイヤーが負けようとしても、勝負を曲げることをはしないと公言する。
烏丸と瀬戸の最終勝負はあくまで観覧者として同席していたが（どちらも兄の施設出身者であるため彼女自身は関係ない）、兄のイカサマを妨害することで、彼の破滅を決定づける。決着後には場を収拾し、死亡した兄に代わって勝利報酬であった「施設」の破棄を烏丸に約束し、翌日実行する。
後藤（ごとう）
老紳士の部下たちの総称。全員がガスマスクにシルクハット、スーツ姿で「後藤」を名乗る。老紳士らが主催のゲームでは、その仕切りも行う。
皆月から興味本位で素顔を見せるようせがまれた後藤は、もし素顔を見せたら、主人に殺されてしまうと答えている。
剣田 竜男（つるぎだ たつお）
烏丸の「施設」時代の人物。「施設」の主任教官。当時39歳。
ガタイの良い中年男性。Aクラスの優等生に対しては生徒想いの教師のように接するが、Bクラス以下には露骨に態度を変え、冷たく接する。最終試験においては不合格の生徒たちを大勢殺しても平然とし、その際の動揺した烏丸の弱さを見て取り、甘さを消すためとして鈴音の声を奪う選択をさせる。
作中の現在軸では登場しない。

### その他
美作 真琴（みまさか まこと）
17歳の女子高生。神谷編の登場人物。
年相応に可愛らしい女子。会社を経営していた両親が借金返済のためにダーツ賭博を利用し、そこで神谷を代打ちに頼んだがために、彼に資産を毟り取られて死に追いやられたという過去を持つ。そこで、まだ残る借金の返済と神谷への復讐を烏丸に依頼する。その際には依頼料を自らの身体で払おうとし、烏丸にあしらわれる。
烏丸と神谷の戦いの終盤では、命乞いを始めた神谷に「そいつを殺して」と泣き叫ぶが、烏丸から「そっちは行き止まりだ」と諭され、踏み留まる。最終的に烏丸が得た本来のゲームでの勝ち金2800万円をそっくり受け取り、借金も完済する（烏丸は神谷から得た1億円を依頼料としている）。
桃里 愛子（ももさと あいこ）
VIP専門の高級コールガール。空山編の登場人物。
高級コールガールらしい美女。空山の泊まり込みバイトに軽い気持ちで応募して彼のマンションに監禁されていた。脱出のため窓から飛び降りた際に、偶然にも絹守の車の上に落ち、特に怪我をせずに済んだ上に、絹守の上司が得意客で、そのまま空山への復讐の機会を得る。
その後、空山を倒した烏丸に無料でサービスするとしてホテルに入るが、実はS嬢であり、烏丸を酷い目に合わせる。
野々口 昇（ののぐち のぼる）
「施設」出身のダーツプレイヤー。19歳。
四角い縁の眼鏡を掛けた小柄な青年。空山編において華原と共に勝負を観戦する。華原編後、「施設」につながる情報として華原が残したリストに名前が載っていたものの、絹守が行方を探した時には「施設」の関係者に消されていた。

## 用語
ダーツ賭博
本作のテーマである、ダーツゲームを用いた賭博・見世物。暴力団「講談組」が仕切る非合法な賭場において絶大な人気を誇り、大勢の観客が集まる。一流のダーツプレイヤーが数千万から億単位の大金を賭け金とし、変則ルールのある様々なダーツゲームで戦う。
非合法のためにその会場に辿り着くのも特殊であり、いくつかのクッションを通して、ある地下鉄駅の地下に設けられた会場に向かう必要がある。
「施設」
謎が多いダーツプレイヤー養成施設。一流のプレイヤーを養成するためには非人道的な行為が行われ、死人を出すことも厭わない。主人公の烏丸は10歳頃から4年間ここで過ごし超一流のダーツプレイヤーとして成長した。下手に情報を漏らしたりするだけで命の危険に脅かされる。
終盤において謎の老紳士とネネによって創設、運営されていたことが明かされる。当初は共に富豪である2人が、2人の間の争いを決着させるために代理の決闘者を育成するという目的があったが、そのうち、プレイヤーが成長し、戦う姿に魅入られたとして、元の目的は薄れたとしている。
金貨
「施設」出身者で特に有力な者に老紳士やネネから贈られるもの。表には天秤の意匠があり、裏には所持者の名前が書かれている。作中には5枚登場し、それぞれ「烏丸徨」「桂木鈴音」「華原清六」「皆月司」「瀬戸真悟」。
最終勝負では5枚集めた場合の報奨として老紳士が願いを叶えてやると言い、烏丸は「施設」の即時廃止を条件に出している。

## ゲームルール
本作に登場するダーツゲームは、基本的に変則ルールが用いられている。特に本作に登場する一流のプレイヤー間では180点を取ることは当然の前提のため、通常のルールでは決着がつかない。また、賭け金については、基本的に賭け主とプレイヤー（代打ち）は別人だが、途中より、ほぼプレイヤー＝賭け主となっている。

### 神谷戦（耐久カウントアップ）
仕切りは講談組。賭け金は1000万円にボーナス（勝者の総得点×100円）が付く。掲載は第1話（第1巻）。
- 3投×8ラウンドの「カウントアップ」。ゲーム終了時に総得点が高い方が勝者。
- 8ラウンド終了時に両者の総得点が同点だった場合に限り、サドンデスの1ラウンドを追加して決着が付くまで行う。
- ゲーム中は、決着するまでプレイヤーと賭け主共に会場外に出ることはできない（それ以外の者は自由に出入り可能）。

一流のプレイヤーは3投の最高点である180点を取り続けることは容易なため、事実上、先にミスして180点を取れなかった方が負ける耐久カウントアップと説明される。実際に作中では約20時間、1001ラウンドで決着した。

### 空山戦
仕切りは講談組。賭け金は3億円。掲載は第1話。掲載は第2-3話（第1巻）。
- 3投×5ラウンドの「変則カウントアップ」。ゲーム終了時に総得点が高い方が勝者。
- 的の点数はコンピュータによって1～20がランダムに割り振られ、当初は非表示（白紙）。矢が当たった部分のみ点数が開示される。ブル（中心）は0点。
- 両者の総得点が500点を超える度に的がリセットされ、再度白紙になる。

もし、先攻が複数の点数を開示した場合、後攻は高い方に投げれば点差を付けられるため、先攻は1つのマスしか狙えず、後攻が有利という定石がある。そのため、総得点500点での白紙化を相手に押し付けるタイミングがポイントとなる。

### 華原戦（孤島の毒戦）
仕切りは「施設」の運営者。賭け金は10億円。掲載は第6-10話（第2巻）。
- 1ラウンド3投、ラウンド無制限の「変則カウントアップ」。自身の総得点が1080点に到達するか、対戦相手が死亡した方が勝者。
- プレイヤーはそれぞれ気密性が保持されたガラスの部屋に入れられる。この部屋にはゲーム開始と同時に薄められた致死性の毒ガスが注入され、144分経過で致死量に達する（致死量に達さなくても濃度が濃くなれば吐血といった症状が出る）。
  - ガスの注入は下記「博士の矢」で止めていない限り、相手のラウンド中でも行われる。
- 「博士（ジーニアス）」と「実験体（モルモット）」の2種類の矢があり、各ラウンドにおいて自身がどちらの矢を投げるか決める（1ラウンド中に投げられる種類は固定）。
  - 博士：射抜いた的の点数は得られない。10点につき1分間、ガスの注入を止められる。
  - 実験体：射抜いた的の点数を得られる。10点につき1分間分のガスの注入を受ける。
- 各ラウンドの3投は18分以内に行う。
- スコアは電子管理され、スコアボードはない。獲得した点数や毒ガスの注入総時間、博士の矢によるガス停止時間は自分にしかわからない（観客もわからない）。また、対戦相手がどの矢を使い、何点を取ったかもわからない（これは観客は知ることができる）。
- 観客と会話することはできない。ただし、対戦相手と会話することは可能。また、ガラス壁のため、対戦相手や観客の様子を見ることは可能。

読み合い勝負であり、自身のガスが致死量に届かないように気をつけつつ、相手の手を読んで先に1080点を取ることを目標とする。

### 山田・時盾戦（節制の的）
仕切りは講談組。賭け金は30億円。掲載は第11-14話（第3巻）。
- 1人3投×6ラウンドの「変則カウントアップ」によるタッグマッチ戦。ゲーム終了時に総得点が高いチームが勝者。
- ゲームには以下の細則がつく。
  - プレイヤーは開始前に利き手を宣言する。ゲーム中の投擲は利き手しか使えず、また下記のペナルティも宣言した利き手でしか受けられない。
  - 投げる順番は、先攻1番手→後攻1番手→先攻2番手→後攻2番手。チーム内の投げる順番はラウンドごとに変更して良い。
  - 1ラウンド中にチームの得点合計が180点を超える場合、超えた分10点につき1本の針でチーム2番手の利き手を串刺しにされる（1ラウンドの最高点である360点を取った場合、18本の針を刺される）。
- ラウンド終了時に希望者がいる場合、真実の口を模したギミックである「懺悔の口」を使って追加ボーナスを得られる。希望者がいなくなった場合にラウンドが終了する。
  - 「懺悔の口」は1度に3台用意されており、希望者はこのうち1台を選んで口に利き手を入れ、中にある矢を手に入れることができる。
    - これによって手に入れた矢による得点は節制の的のペナルティを受けない（180点を超えて得点することが可能）。ただし、口に入っている矢の数は1～3本でランダム。

  - 原則として「懺悔の口」に手を入れると4本の針で刺される（作中では噛みつかれると表現される）。
    - 総得点から60点を支払うことで「懺悔の口」の1つを止めることができる。この方法で3台の内2台まで止めることが可能。

利き手の負傷により、ダーツが投げられなくなる恐れを回避するには1ラウンド180点を守る必要がある。また「懺悔の口」のボーナスは、最大120点を支払って噛みつかれる確立を3分の1まで落とすことができ、もし3本獲得できれば180点を取って、差し引きで60点を加算することが可能。しかし、獲得できた矢が2本以下だと同点かマイナスになるリスクがある。また、点数を払わないで、確実に負傷することを前提に矢を手に入れることもできる。このように利き手の負傷のリスクをどこまで甘受するかが勝敗を決定するゲームとなっている。

### 剛堂戦
仕切りは剛堂。賭け金は1000万円（当初は50万円）。掲載は第15-16話（第3巻）。
- 3投×8ラウンドの「カウントアップ」。ゲーム終了時に総得点が高い方が勝者。
- 用いられるボードは、一般的な機械式のソフトダーツで、自動的に点数計算がなされるもの。
  - 実は柳田によって改造されており、任意のタイミングでそれ以上、矢が刺さらなくすることができる。

ゲーム自体はスタンダードなカウントアップである。

### 志道戦（早投げカウントアップ）
仕切りは講談組。賭け金は10億円。掲載は第17-19話（第4巻）。
- 1000台に対する各3投の「変則カウントアップ」。ゲーム終了時に総得点が高い方が勝者だが、両者同点の場合は先に投げ終わった方が勝者。
- 1000台のダーツ台の位置は対戦相手が任意に決められる。企画としては迷路状に配置して、相手を惑わせ、できるだけ完了までの時間を引き伸ばすことが想定されている。
  - 配置に際して台の前は3メートル以上空けること、台を縦に重ねるなどは禁止。

1台に対して180点を取ることは前提のため、早く終わらせた方が勝つという想定になっている。

### 皆月戦（ケーキカットカウントアップ）
仕切りは「施設」の運営者。賭け金は互いが所持する金貨。掲載は第20-23話（第4-5巻）。
- 3投×8ラウンドの「変則カウントアップ」。ゲーム終了時に総得点が高い方か、対戦相手が死亡した方が勝者。
- 先攻と後攻はラウンドごとに交代する。また、勝負者以外に20名のゲストが参加する。
  - ゲストは8ラウンドの間に70点分の点数を手に入れる必要がある（ダーツを投げて獲得する必要はなく、あくまでブロックから点数を選択する）。
  - プレイヤーがドクロケーキが選択するなどしてゲームが1ラウンド目で終了し、70点獲得できなかった場合でもゲストは不合格扱いになる。
- ゲームにはケーキを模した特殊な的を用いる。
  - 各プレイヤーの手番ごとに点数（1～20）がランダムに配置される。
  - 手番のプレイヤーは的をケーキのように3つのブロックに切り分ける。切り方は自由。
  - 手番のプレイヤーは1～20の内2つをドクロケーキに指定する。
- 手番プレイヤーが的を切り分けた後、まずゲストが3つの内1つのブロックを選ぶ。対戦相手が残る2つから1つを選び、余りが手番プレイヤーの的となる。
  - ゲストは複数人いるため、投票で最多数であったブロックがゲストの物になる。
- プレイヤーは獲得したブロックに矢を投げ、その点数を獲得する（ダブル、トリプル有り）。
- ドクロケーキを選んだ者はゲストも含め即敗北となる（その場で焼殺される）。また8ラウンド中に70点に到達できなかったゲストも試験不合格として殺される。
- 同ラウンド中にプレイヤーが両者共にドクロケーキを選んだ場合は、切り分けた方（ドクロケーキを設定した方）のみの負けとする。また、アウトボードも即負けとする。

相手にドクロケーキを取らせるように狙うか、もしくは切り分け側が点差を最小限（すなわち1点差）となるように狙うのが定石とされる。

### 桂木戦（アワーグラスカウントアップ）
仕切りは「施設」の運営者。賭け金は互いが所持する金貨。掲載は第24-25話（第5-6巻）。
- 3投×8ラウンドの「変則カウントアップ」。ゲーム終了時に総得点が高い方か、対戦相手が死亡した方が勝者。
- 各プレイヤーは砂時計型のガラスの部屋の1階に入る。2階部分には10万匹以上の肉食の蟻である火蟻が入っている。
- 3投後、得点1点につき1秒（すなわち1ラウンドの最高点である180点であれば3分間）、砂時計の弁が解放され、上部の火蟻が降ってくる。

火蟻に肉体を蝕まれながら戦うゲームとされている。

### 瀬戸戦（クライミングカウントアップ）
仕切りは「施設」の運営者。賭け金は互いが所持する金貨と、自身と仲間（後見人）の命。掲載は第26-29話（第6巻）。
- 3投×8ラウンドの「変則カウントアップ」。ゲーム終了時に総得点が高い方が勝者。
- それぞれ「ランクA」「ランクB」「ランクC」の特殊な的を用いる。各プレイヤーは「C」より初め、180を取るとランクが上がる。
  - ランクC：歪んだ形の的。さらにランダムに変速しながら高速回転する。
  - ランクB：的の前に5門のゲートがある。ゲートには1秒ごとにランダムに配置が変わり、ダーツを溶かすほどの光線（ビーム）が走っている。倍率ボーナスが付き、得点が100倍になる。
  - ランクA：20点しかない的。的の前には下側より常に向きが変動する強力な風が吹いている。倍率ボーナスが付き、得点が10,000倍になる。

題材は烏丸と瀬戸が共に育った「施設」の仕組みを模したもの。なるべく早く得点倍率が高い上位の的を目指し、点を稼ぐことを目標とする。

## 書誌情報
- 田中一行 『エンバンメイズ』 講談社〈アフタヌーンKC〉、全6巻
  1. 2014年11月7日発売 ISBN 978-4-06-388009-0[1]
  2. 2015年3月6日発売 ISBN 978-4-06-388039-7[2]
  3. 2015年10月7日発売 ISBN 978-4-06-388097-7[3]
  4. 2016年3月7日発売 ISBN 978-4-06-388129-5[4]
  5. 2016年8月5日発売 ISBN 978-4-06-388166-0[5]
  6. 2016年12月7日発売 ISBN 978-4-06-388223-0[6]